# Feloni
Feloni (≈lens-brud; fransk félonie, af latin fallere ≈ skuffe el. narre) betegner lensmandens brud på troskabseden overfor lensherren, dvs. en forbrydelse mod lenspligterne.
På grund af Gotttorphertugens feloni blev de gottorpske dele i Sønderjylland/Slesvig inddraget under kronen af Frederik 4. i 1713.